# San Onofre, Mexiko
San Onofre är en ort i Mexiko.   Den ligger i kommunen Satevó och delstaten Chihuahua, i den nordvästra delen av landet, 1 200 km nordväst om huvudstaden Mexico City. San Onofre ligger 1 446 meter över havet och antalet invånare är 142.
Terrängen runt San Onofre är huvudsakligen platt, men österut är den kuperad. San Onofre ligger nere i en dal.  Trakten runt San Onofre är nära nog obefolkad, med mindre än två invånare per kvadratkilometer. Närmaste större samhälle är San Francisco Javier de Satevó, 18,1 km söder om San Onofre. Omgivningarna runt San Onofre är i huvudsak ett öppet busklandskap.